# Sheoganj
Sheoganj är en ort i Indien.   Den ligger i distriktet Sirohi och delstaten Rajasthan, i den nordvästra delen av landet, 600 km sydväst om huvudstaden New Delhi. Sheoganj ligger 274 meter över havet och antalet invånare är 26 804.
Terrängen runt Sheoganj är platt. Runt Sheoganj är det ganska tätbefolkat, med 172 invånare per kvadratkilometer. Närmaste större samhälle är Sumerpur, 2,2 km nordost om Sheoganj. Trakten runt Sheoganj består till största delen av jordbruksmark.